# Svartskjeret
Ne doit pas être confondu avec Svartskjeret (Fjell) ou Svartskjeret (Sveio).
Svartskjeret est une île norvégienne du comté de Vestland appartenant administrativement à Fedje.

## Description
Rocheuse et désertique, à fleur d'eau, elle s'étend sur environ 168 m de longueur pour une largeur approximative de 132 m. 